# Football Club Pro Vercelli 1892 2012-2013
Questa voce raccoglie le informazioni riguardanti il Football Club Pro Vercelli 1892 nelle competizioni ufficiali della stagione 2012-2013.

## Stagione
Nella stagione 2012-2013 la Pro Vercelli disputa il nono campionato in Serie B della sua storia, e il primo dopo 64 anni di militanza in categorie inferiori. Ma si è trattato di un campionato troppo impegnativo per le forze dei bianconeri vercellesi, che chiudono il girone di andata all'ultimo posto con 15 punti, nel girone di ritorno arrivano tre punti in più, sufficienti solo ad evitare l'ultimo posto, ma non la retrocessione in Prima Divisione, anche se senza i sei punti di penalizzazione inflitti al Grosseto, la Pro Vercelli sarebbe arrivata comunque ultima. Scendono di categoria con Grosseto, Ascoli e Vicenza. Non si sono disputati i Play-out, perché sono stati sei punti a dividere quart'ultima da quint'ultima. Il calabrese Pietro Iemmello con 5 reti è stato il miglior marcatore di questa stagione. Fugace anche l'apparizione in Coppa Italia il Cesena ha superato la Pro Vercelli (2-1) dopo i tempi supplementari.

## Divise e sponsor
Per la stagione 2012-13 lo sponsor tecnico è Erreà mentre lo sponsor ufficiale è stato dapprima Biancamano SpA, poi Senior Service.
| Casa | Trasferta | Terza divisa |

## Organigramma societario
Area direttiva
- Presidente: Massimo Secondo
- Amministratore delegato: Fabrizio Rizzi
- Consigliere con delega al settore giovanile: Jose Saggia
- Direttore generale: Giancarlo Romairone
- Segretario generale: Antonio Avarello
- Responsabile amministrativo: Stefano Bordone
- Addetto stampa: Filippo Simonetti
- Responsabile legale: Bruno Poy

Area tecnica
- Allenatore: Maurizio Braghin
- Allenatore in seconda: Alessandro Turone
- Preparatore dei portieri: Antonello De Giorgi
- Preparatore atletico: Stefano Bortolan

Area sanitaria
- Medico responsabile società: Gianfranco Albertini
- Medico responsabile prima squadra: Matteo Scala
- Massofisioterapisti: Stefano Francese e Fabrizio Pessetti
- Recupero infortuni: Giorgio Bertolone

## Rosa
Dati aggiornati al 31 gennaio 2013.
| N. |                      | Ruolo | Calciatore            |
| -- | -------------------- | ----- | --------------------- |
| 1  | Italia (bandiera)    | P     | Alex Valentini        |
| 2  | Francia (bandiera)   | C     | Gaël Genevier         |
| 3  | Italia (bandiera)    | C     | Stefano Murante       |
| 4  | Italia (bandiera)    | D     | Alessandro Ranellucci |
| 5  | Italia (bandiera)    | D     | Martino Borghese      |
| 6  | Italia (bandiera)    | D     | Marco Modolo          |
| 7  | Italia (bandiera)    | A     | Paolo Grossi          |
| 8  | Argentina (bandiera) | C     | Horacio Erpen         |
| 9  | Italia (bandiera)    | A     | Umberto Eusepi        |
| 10 | Italia (bandiera)    | C     | Gianni Fabiano        |
| 11 | Italia (bandiera)    | A     | Pietro Iemmello       |
| 12 | Brasile (bandiera)   | P     | Marcos Miranda        |
| 13 | Italia (bandiera)    | A     | Giuseppe Greco        |

| N. |                     | Ruolo | Calciatore            |
| -- | ------------------- | ----- | --------------------- |
| 17 | Italia (bandiera)   | C     | Manuel Scavone        |
| 18 | Ungheria (bandiera) | C     | Attila Filkor         |
| 19 | Italia (bandiera)   | C     | Umberto Germano       |
| 20 | Italia (bandiera)   | C     | Andrea Cristiano      |
| 23 | Italia (bandiera)   | D     | Simone Sini           |
| 24 | Italia (bandiera)   | D     | Alessandro Vinci      |
| 25 | Italia (bandiera)   | D     | Massimiliano Scaglia  |
| 26 | Brasile (bandiera)  | C     | Gabriel Appelt        |
| 27 | Italia (bandiera)   | C     | Andrea Rosso          |
| 29 | Brasile (bandiera)  | A     | Marcos Ariel de Paula |
| 30 | Italia (bandiera)   | C     | Elio De Silvestro     |
| 31 | Italia (bandiera)   | D     | Matteo Abbate         |
| 32 | Italia (bandiera)   | A     | Daniele Ragatzu       |

## Calciomercato

### Sessione estiva(dall'1/7 al 31/8)
| Acquisti | Acquisti              | Acquisti    | Acquisti                                          |
| R.       | Nome                  | Da          | Modalità                                          |
| -------- | --------------------- | ----------- | ------------------------------------------------- |
| A        | Stefano Santoni       | Alessandria | fine prestito                                     |
| P        | Valerio Vimercati     | Milan       | prestito                                          |
| D        | Simone Sini           | Roma        | prestito                                          |
| D        | Francesco Cosenza     | Reggina     | definitivo                                        |
| A        | Pietro Iemmello       | Fiorentina  | prestito                                          |
| D        | Angelo Bencivenga     | Parma       | prestito                                          |
| C        | Donato Disabato       | AlbinoLeffe | definitivo                                        |
| C        | Manuel Scavone        | Bari        | definitivo                                        |
| C        | Federico Carraro      | Fiorentina  | prestito                                          |
| C        | Alessio Innocenti     | Milan       | prestito                                          |
| C        | Gaetano Caridi        | Grosseto    | definitivo                                        |
| A        | Giacomo Casoli        | Spezia      | prestito con diritto di riscatto                  |
| A        | Gianmarco Zigoni      | Milan       | prestito con diritto di riscatto                  |
| P        | Marcos Miranda        | Fiorentina  | compartecipazione                                 |
| D        | Massimiliano Scaglia  | Verona      | definitivo                                        |
| C        | Gabriel Appelt        | Juventus    | prestito con diritto di riscatto                  |
| D        | Tommaso Cancellotti   | Sampdoria   | rinnovo compartecipazione                         |
| D        | Alberto Masi          | Sampdoria   | riscatto compartecipazione                        |
| D        | Alberto Masi          | Juventus    | prestito con diritto di riscatto e controriscatto |
| C        | Elio De Silvestro     | Juventus    | compartecipazione                                 |
| C        | Davide Nocciola       | Chievo      | riscatto compartecipazione                        |
| A        | Marcos Ariel de Paula | Chievo      | prestito                                          |
| A        | Matteo Di Piazza      | Chievo      | riscatto compartecipazione                        |
| A        | Simone Tiribocchi     | Atalanta    | definitivo                                        |

| Cessioni | Cessioni            | Cessioni       | Cessioni                   |
| R.       | Nome                | a              | Modalità                   |
| -------- | ------------------- | -------------- | -------------------------- |
| A        | Simone Malatesta    | Parma          | fine prestito              |
| A        | Pietro Tripoli      | Varese         | fine prestito              |
| C        | Donato Disabato     | Prato          | prestito                   |
| A        | Marco Martini       | Alessandria    | fine prestito              |
| D        | Alberto Masi        | Juventus       | definitivo                 |
| P        | Marzio Dan          |                | fine carriera              |
| C        | Davide Nocciola     | Vallée d'Aoste | compartecipazione          |
| D        | Alessandro Armenise |                | svincolato                 |
| D        | Francesco Battaglia | Venezia        | definitivo                 |
| A        | Davide Tonani       | Chievo         | riscatto compartecipazione |

### Sessione invernale(dal 3/1 al 31/1)
| Acquisti | Acquisti         | Acquisti    | Acquisti                                  |
| R.       | Nome             | Da          | Modalità                                  |
| -------- | ---------------- | ----------- | ----------------------------------------- |
| C        | Horacio Erpen    | Juve Stabia | definitivo                                |
| D        | Matteo Abbate    | Verona      | prestito con diritto di riscatto          |
| D        | Martino Borghese | Bari        | prestito con diritto di compartecipazione |
| C        | Andrea Cristiano | AlbinoLeffe | definitivo                                |
| C        | Attila Filkor    | Milan       | prestito                                  |
| A        | Umberto Eusepi   | Varese      | prestito con diritto di riscatto          |
| A        | Paolo Grossi     | Verona      | prestito                                  |
| A        | Daniele Ragatzu  | Verona      | prestito                                  |
| C        | Gaël Genevier    | Siena       | prestito                                  |
| D        | Alessandro Vinci | Juve Stabia | prestito                                  |
| A        | Giuseppe Greco   | Modena      | definitivo                                |

| Cessioni | Cessioni            | Cessioni     | Cessioni      |
| R.       | Nome                | a            | Modalità      |
| -------- | ------------------- | ------------ | ------------- |
| D        | Tommaso Cancellotti | Gubbio       | prestito      |
| C        | Gaetano Caridi      | Cremonese    | definitivo    |
| C        | Alessio Innocenti   | Milan        | fine prestito |
| A        | Gianmarco Zigoni    | Milan        | fine prestito |
| C        | Giacomo Casoli      | Spezia       | fine prestito |
| C        | Federico Carraro    | Fiorentina   | fine prestito |
| C        | Andrea Marconi      | Venezia      | prestito      |
| D        | Alberto Masi        | Juventus     | fine prestito |
| A        | Matteo Di Piazza    | Gubbio       | prestito      |
| C        | Vinicio Espinal     | Benevento    | definitivo    |
| C        | Mauro Calvi         | Tritium      | definitivo    |
| C        | Francesco Cosenza   | Grosseto     | prestito      |
| D        | Angelo Bencivenga   | Parma        | fine prestito |
| A        | Simone Tiribocchi   | L.R. Vicenza | definitivo    |

## Risultati

### Serie B

#### Girone di andata
| Arbitro: | La Penna (Roma) |

|               |           |  |
| Di Piazza 13’ | Marcatori |  |

| Arbitro: | Abbattista (Molfetta) |

|                    |           |  |
| M. Fischnaller 25’ | Marcatori |  |

| Arbitro: | Nasca (Bari) |

|                  |           |                                   |
| De Silvestro 67’ | Marcatori | 42’ (rig.) Paulinho 53’ Siligardi |

| Arbitro: | Merchiori (Ferrara) |

|                                           |           |              |
| Valentini 38’ (aut.) Terranova 48’ (rig.) | Marcatori | 87’ Iemmello |

| Arbitro: | Pasqua (Tivoli) |

|                                               |           |            |
| Caridi 8’ Tiribocchi 17’ Fabiano 45+1’ (rig.) | Marcatori | 74’ Soncin |

| Arbitro: | Borriello (Mantova) |

|                 |           |            |
| Bellomo 8’, 66’ | Marcatori | 73’ Appelt |

| Arbitro: | Aleandro Di Paolo (Avezzano) |

|                                        |           |  |
| Coly 37’ Di Roberto 49’ Di Carmine 64’ | Marcatori |  |

| Arbitro: | Mariani (Aprilia) |

|             |           |                                             |
| Fabiano 53’ | Marcatori | 13’, 28’, 87’ Danilevičius 25’ (rig.) Erpen |

| Arbitro: | Claudio Gavillucci (Latina) |

|             |           |         |
| Vastola 59’ | Marcatori | 4’ Masi |

| Arbitro: | Cervellera (Taranto) |

|            |           |                 |
| Casoli 71’ | Marcatori | 56’, 65’ Farias |

| Arbitro: | Castrignanò (Roma 2) |

|             |           |                    |
| De Maio 56’ | Marcatori | 16’ (aut.) Stovini |

| Arbitro: | Giancola (Vasto) |

|                |           |  |
| M. Scaglia 67’ | Marcatori |  |

| Arbitro: | Pairetto (Nichelino) |

|                           |           |                |
| Tonelli 14’ Maccarone 62’ | Marcatori | 55’ M. Scaglia |

| Arbitro: | Di Paolo (Avezzano) |

|                |           |                    |
| Iemmello 90+3’ | Marcatori | 33’, 84’ Lazarević |

| Arbitro: | Abbattista (Molfetta) |

|  |           |                            |
|  | Marcatori | 40’ Migliore 79’ Torromino |

| Arbitro: | Roca (Foggia) |

|                          |           |  |
| Nadarević 45’ Ebagua 65’ | Marcatori |  |

| Arbitro: | Riccardo Pinzani (Empoli) |

|                                   |           |                  |
| Scavone 15’ Tiribocchi 35’ (rig.) | Marcatori | 45+2’ Giandonato |

| Arbitro: | Emilio Ostinelli (Como) |

|                                  |           |  |
| Lupoli 4’ Jadid 23’ Sforzini 29’ | Marcatori |  |

| Vercelli 15 dicembre 2012, ore 15:00 CET 19ª giornata | Pro Vercelli      | 0 – 0 referto | Verona | Stadio Silvio Piola (2.135 spett.)\| Arbitro: \| Mariani (Aprilia) \| |
| Arbitro:                                              | Mariani (Aprilia) |               |        |                                                                       |

| Arbitro: | Renzo Candussio (Cervignano del Friuli) |

|                                     |           |  |
| Perticone 11’ González 90+2’ (rig.) | Marcatori |  |

| Arbitro: | La Penna (Roma) |

|              |           |                                              |
| Modolo 45+1’ | Marcatori | 2’ (aut.) de Paula 29’ Rodríguez 90+2’ Succi |

#### Girone di ritorno
| Arbitro: | Fabbri (Ravenna) |

|                                                 |           |                                  |
| Alfageme 30’ Litteri 42’ Vitale 44’, 63’ (rig.) | Marcatori | 56’ (rig.) Tiribocchi 73’ Zigoni |

| Vercelli 26 gennaio 2012, ore 15:00 CET 23ª giornata | Pro Vercelli        | 0 – 0 referto | Reggina | Stadio Silvio Piola (1.908 spett.)\| Arbitro: \| Di Paolo (Avezzano) \| |
| Arbitro:                                             | Di Paolo (Avezzano) |               |         |                                                                         |

| Arbitro: | Gavillucci (Latina) |

|                            |           |  |
| Paulinho 71’ Siligardi 82’ | Marcatori |  |

| Arbitro: | Velotto (Grosseto) |

|              |           |                                                  |
| Cristiano 1’ | Marcatori | 12’ (rig.) Terranova 44’ Troianiello 90’ Berardi |

| Ascoli Piceno 16 febbraio 2013, ore 15:00 CET 26ª giornata | Ascoli               | 0 – 0 referto | Pro Vercelli | Stadio Cino e Lillo Del Duca (2.443 spett.)\| Arbitro: \| Palazzino (Ciampino) \| |
| Arbitro:                                                   | Palazzino (Ciampino) |               |              |                                                                                   |

| Arbitro: | Irrati (Pistoia) |

|                        |           |            |
| Modolo 55’ Ragatzu 65’ | Marcatori | 22’ Caputo |

| Vercelli 26 febbraio 2013, ore 20:45 CET 28ª giornata | Pro Vercelli     | 0 – 0 referto | Cittadella | Stadio Silvio Piola (1.959 spett.)\| Arbitro: \| Giancola (Vasto) \| |
| Arbitro:                                              | Giancola (Vasto) |               |            |                                                                      |

| Arbitro: | Roca (Foggia) |

|                  |           |               |
| Bruno 61’ (rig.) | Marcatori | 32’ Cristiano |

| Arbitro: | Pairetto (Nichelino) |

|                   |           |                          |
| Grossi 23’ (rig.) | Marcatori | 11’ Di Cecco 67’ Falcone |

| Arbitro: | Ostinelli (Como) |

|  |           |           |
|  | Marcatori | 67’ Erpen |

| Arbitro: | Baracani (Firenze) |

|                           |           |                                  |
| M. Scaglia 2’ Ragatzu 60’ | Marcatori | 41’ L.A. Scaglia 56’, 65’ Corvia |

| Arbitro: | Tommasi (Bassano del Grappa) |

|               |           |                                          |
| Antenucci 42’ | Marcatori | 22’ Scavone 71’ Cristiano 90+4’ Iemmello |

| Arbitro: | La Penna (Roma) |

|  |           |                   |
|  | Marcatori | 59’ (rig.) Tavano |

| Arbitro: | Fabbri (Ravenna) |

|               |           |  |
| Ardemagni 67’ | Marcatori |  |

| Arbitro: | Giancola (Vasto) |

|                            |           |            |
| De Giorgio 28’ Maiello 64’ | Marcatori | 55’ Eusepi |

| Arbitro: | Pasqua (Tivoli) |

|                            |           |         |
| Ranellucci 7’ Borghese 45’ | Marcatori | 43’ Rea |

| Arbitro: | Abbattista (Molfetta) |

|                                        |           |              |
| Božinov 12’ Malonga 55’ Bellazzini 63’ | Marcatori | 70’ Iemmello |

| Vercelli 27 aprile 2013, ore 15:00 CEST 39ª giornata | Pro Vercelli       | 0 – 0 referto | Grosseto | Stadio Silvio Piola (1.399 spett.)\| Arbitro: \| Castrignanò (Roma) \| |
| Arbitro:                                             | Castrignanò (Roma) |               |          |                                                                        |

| Arbitro: | Di Paolo (Avezzano) |

|                                        |           |              |
| Cacciatore 35’ Juanito 51’ Sgrigna 72’ | Marcatori | 85’ Iemmello |

| Arbitro: | Maurizio Ciampi (Roma) |

|                |           |                               |
| M. Scaglia 31’ | Marcatori | 34’ F. Lazzari 81’ Libertazzi |

| Arbitro: | Fabbri (Ravenna) |

|             |           |             |
| Tonucci 29’ | Marcatori | 45’ Ragatzu |

### Coppa Italia
| Arbitro: | Cervellera (Taranto) |

|                             |           |               |
| Lapadula 23’ Graffiedi 103’ | Marcatori | 86’ Di Piazza |